# اتیل مرکوری
اتیل مرکوری (به انگلیسی: Ethylmercury) با فرمول شیمیایی C۲H۵Hg+ یک ترکیب شیمیایی است. که جرم مولی آن ۲۲۹٫۶۵ g/mol می‌باشد. 